# 다마소 마르테
다마소 마르테 사비뇬(스페인어: Dámaso Marte Sabiñón, 1975년 2월 14일 ~ )은 메이저 리그 베이스볼 구원 투수로 활약한 전 도미니카 공화국의 야구 선수이다. 그는 이전에 시애틀 매리너스(1999년), 피츠버그 파이리츠(2001년, 2006년 ~ 2008년), 시카고 화이트삭스(2002년 ~ 2005년)와 뉴욕 양키스(2008년 ~ 2010년)에서 활동하였다.
마르테는 장기적 월드 시리즈 경기인 2005년 월드 시리즈의 게임 3의 우승 투수였다.

## 프로 경력

### 시애틀 매리너스
1992년 마르테는 시애틀 매리너스에 의하여 아마추어 자유 계약 선수로서 계약되었다. 그는 오클랜드 애슬레틱스를 상대로 1999년 6월 30일에 자신의 메이저 리그 데뷔를 하였다.

### 피츠버그 파이리츠
2000년 11월 16일 마르테는 뉴욕 양키스와 계약을 맺었으나 2001년 6월 13일 엔리케 윌슨을 위하여 피츠버그 파이리츠로 이적되었다. 자신의 파이리츠 데뷔에서 그는 한개 안타의 3회들을 투구하였다. 그는 신시내티 레즈를 상대로 자신의 1점과 경력 사상 5명의 타자들을 스트라이크아웃 시키는 것만을 허용한 14회들을 던지러 갔다.

### 시카고 화이트삭스
2002년 3월 27일 마르테는 맷 게리어를 위하여 에드윈 얀과 함께 시카고 화이트삭스로 이적되었다. 2003년 그는 자신이 경력 사상 87명의 타자들을 스트라이크아웃 시킨 79.7회에서 1.58의 평균 자책점과 함께 4 승 2 패로 간 자신의 가장 성공적 빅 리그 시즌을 즐겼다. 그는 2004년 자신이 반대 타자들을 .217의 타구 평균과 왼손 잡이 타수들을 .143의 평균으로 보유할 때 지속적으로 자신의 성공을 거두었다. 그는 또한 플로리다 말린스를 상대로 5점과 함께 경기에서 스트라이크아웃을 위한 자신 경력 사상을 배합하기도 하였다.
그를 위한 두드러진 성과는 월드 시리즈 역사상 장기적 경기였던 2005년 월드 시리즈에서 우승 투수였다는 것이다. 그 경기에서 휴스턴 애스트로스에 승리를 거두는 데 1.2의 무득점을 토스하고 14회에서 3명의 타자들을 스트라이크아웃 시켰다. 그러고나서 화이트삭스는 4개의 경기에서 애스트로스에 월드 시리즈 우승을 거두었다.

### 파이리츠와 2번째 병역
2005년 12월 화이트삭스는 롭 매코이악을 위한 교환에서 마르테를 피츠버그 파이리츠로 도로 이적시켰다. 다마소는 2006년 월드 베이스볼 클래식에서 자신의 모국 도미니카 공화국을 위하여 3개의 구원 출전을 하였다. 정규 시즌이 오면서 그는 구원 투수로서 7개의 연달은 경기들을 패하던 조금 분투하였으나 아직도 9회의 투구에 9.7의 스트라이크아웃을 평균하였다. 2007년 그는 자신이 .094의 타구 평균으로 왼손 잡이 타자들을 보유한 어떤 성공을 즐겼다. 또한 그는 메이저 리그 베이스볼에서 아무 투수들을 상대로 왼손 잡이 타자들에 의한 연속적 타구하지 않은 타석들의 장기적 연전으로 일어난 왼손 잡이들을 상대로 32개의 연속적 타석에서 타구를 허용하지 않았다. 병역을 위해서 맷 캡스가 부상을 입은 후, 마르테는 파이리츠의 종장 투수였으며 공평히 성공적이었다. 종장 투수로서 자신의 병역 동안에 그는 뉴욕 양키스로 이적되었다.

### 뉴욕 양키스
2008년 7월 26일 마르테와 사비에르 나디는 4명의 마이너 리그 선수들 호세 타바타, 로스 올렌도프, 제프 카스텐스와 댄 매커친을 위하여 양키스로 이적되었다. 자신의 양키스 데뷔에서 마르테는 호세 베라스를 구원하고 스윙을 스트라이크아웃한 데이비드 오티즈를 향하였다.
그해 시즌에 이어 양키스는 마르테의 선택권을 거절하였다. 하지만 양키스는 4분의 1을 위한 선택권과 함께 새로운 3년 타협으로 그에게 다시 계약을 맺었다.
마르테가 9.45의 평균 자책점을 공표한 실망적 정규 시즌에 이어 그는 플레이오프들에서 양키스를 위한 비상한 상연을 하였다. 자신이 구원되기 전에 미네소타 트윈스에게 2개의 연속적 1루타를 항복한 2009년 아메리칸 리그 디비전 시리즈의 게임 2에서 불확실한 첫 아웃 이후에 마르테는 공식 이후의 시즌 동안에 향한 12명의 남은 타자들을 전부 아웃시켰다. 2009년 월드 시리즈의 게임 6이 열리는 동안에 마르테는 필라델피아 필리스의 스타 선수들 체이스 어틀리와 라이언 하워드를 향하여 최소한 6개의 투구들에 그들을 둘다 스트라이크아웃 시켰다. 게임 6을 우승한 마르테와 양키스는 팀의 27번째 선수권을 위한 시리즈의 결말을 지었다.
마르테는 왼팔의 염증으로 인하여 2010년 시즌의 거의를 놓쳤다. 그 시즌 후반에 왼쪽 어깨의 수술을 받고 2011년 시즌의 전체를 위하여 녹아웃되었다. 6월 후순에 마르테는 회복으로 향하는 길에서 포구를 하기 시작하였다. 그는 양키스가 그의 2012년 선택권을 거부하고 그에게 25만 달러의 사모펀드를 낸 후에 2011년 말기에 자유 계약 선수가 되었다.

## 어린이 재단
마르테는 자신의 이름에서 어린이들을 위한 재단을 후원하고 있다.